# كول أوف ديوتي (سلسلة)
كول أوف ديوتي (بالإنجليزية: Call of Duty)‏؛ أي نداء الواجب، هي سلسلة ألعاب تصويب منظور الشخص الأول حائزة على جوائز عدة. انطلقت السلسلة على الكمبيوتر الشخصي، ثم امتدت لتشمل أنظمة الألعاب والأنظمة المحمولة. استوحيت منها عدة ألعاب وصدرت بالتزامن معها. تدور أحداث أوّل خمس ألعاب من السلسلة خلال الحرب العالمية الثانية، فيما عدا كول أوف ديوتي 4: مودرن وورفير ، وتدور أحداث آخر خمس ألعاب من السّلسلة في عصور حديثة ومتطوّرة ومتقدّمة جدّاً فيما عدا كول أوف ديوتي: جوستس
قامت كل من شركة أكتيفيجن وشركة «أسبير ميديا» بتمويل ونشر أجزاء السلسلة، بينما قام إستوديو «إنفِنِتي وورد» بتطوير اللعبة الأولى وبعض الألعاب الأخرى في السلسلة، وقد شاركت بعض الفرق الأخرى في التطوير ومن أبرزهاإستوديو سلدجهمر غيمز وإستوديو تريارك الذي قام بتطوير بعض الأجزاء الرئيسية في السلسلة، أما الإستديوهات الأخرى قامت بتطوير بعض الأجزاء الثانوية كأستوديو «جراي ماتر أنتيرأكتيف» و«سبارك أنليميتيد» و«باي ستوديوز» و«أمايز انترتايمنت» و«ريبيليِن ديفلوبمنتز»

## السلسلة الرئيسية
| العنوان                           | تاريخ الاصدار | المنصة | مطور ألعاب فيديو                             |
| --------------------------------- | ------------- | --- | -------------------------------------------- |
| كول أوف ديوتي                     | 2003          | مايكروسوفت ويندوز، ماك أو إس، إن-غيج، بلاي ستيشن 3، إكس بوكس 360                                                                                  | إنفنتي وورد                                  |
| كول أوف ديوتي 2                   | 2005          | ويندوز, ماك او اس, اكسبوكس 360, جافا بلاتفورم ميكرو إديشين                                                                                        | إنفنتي وورد                                  |
| كول أوف ديوتي 3                   | 2006          | بلاي ستيشن 2, بلاي شتيشن 3, وي، إكس بوكس (جهاز), اكسبوكس 360, J2ME                                                                                | تريارك                                       |
| كول أوف ديوتي 4: مودرن وورفير     | 2007          | ويندوز, ماك او اس, نينتندو دي أس, بلاي شتيشن 3, بلاي ستيشن 4 (كول أوف ديوتي: مودرن وورفير ريماسترد), وي, اكسبوكس 360, إكس بوكس ون (ريماستر), J2ME | إنفنتي وورد (الاصلي), ريفن سوفتوير (ريماستر) |
| كول أوف ديوتي: ورلد آت وور        | 2008          | ويندوز, NDS, بلاي شتيشن 3, وي, اكسبوكس 360, ويندوز موبايل, J2ME                                                                                   | تريارك                                       |
| كول أوف ديوتي: مودرن وورفير 2     | 2009          | ويندوز, ماك او اس, NDS, بلاي شتيشن 3, اكسبوكس 360                                                                                                 | إنفنتي وورد (الاصلي), بينوكس (ريماستر)       |
| كول أوف ديوتي: بلاك أوبس          | 2010          | ويندوز, ماك او اس, NDS, بلاي شتيشن 3, وي, اكسبوكس 360, J2ME                                                                                       | تريارك                                       |
| كول أوف ديوتي: مودرن وورفير 3     | 2011          | ويندوز, ماك او اس, NDS, بلاي شتيشن 3, وي, اكسبوكس 360                                                                                             | إنفنتي وورد, سلدج همر غيمز                   |
| كول أوف ديوتي: بلاك أوبس 2        | 2012          | ويندوز, بلاي شتيشن 3, وي يو, اكسبوكس 360 | تريارك                                       |
| كول أوف ديوتي: جوستس              | 2013          | ويندوز, بلاي شتيشن 3, بلاي شتيشن 4, وي U, اكسبوكس 360, اكسبوكس ون                                                                                 | إنفنتي وورد                                  |
| كول أوف ديوتي: أدفانسد وورفير     | 2014          | ويندوز, بلاي شتيشن 3, بلاي شتيشن 4, اكسبوكس 360, اكسبوكس ون                                                                                       | سلدج همر غيمز                                |
| كول أوف ديوتي: بلاك أوبس 3        | 2015          | ويندوز, ماك او اس, بلاي شتيشن 3, بلاي شتيشن 4, اكسبوكس 360, اكسبوكس ون                                                                            | تريارك                                       |
| كول أوف ديوتي: إنفنت وورفير       | 2016          | ويندوز, بلاي شتيشن 4, اكسبوكس ون | إنفنتي وورد                                  |
| كول أوف ديوتي: دبليو دبليو 2      | 2017          | ويندوز, بلاي شتيشن 4, اكسبوكس ون | سلدج همر غيمز                                |
| كول أوف ديوتي: بلاك أوبس 4        | 2018          | ويندوز, بلاي شتيشن 4, اكسبوكس ون | تريارك                                       |
| كول أوف ديوتي: مودرن وورفير       | 2019          | ويندوز, بلاي شتيشن 4, اكسبوكس ون | إنفنتي وورد                                  |
| كول أوف ديوتي: بلاك أوبس كولد وور | 2020          | ويندوز, بلاي شتيشن 4, بلاي ستيشن 5, اكسبوكس ون, إكس بوكس سيريس إكس/إس                                                                             | تريارك, ريفن سوفتوير                         |
| كول أوف ديوتي: فانغارد            | 2021          | ويندوز, بلاي شتيشن 4, بلاي شتيشن 5, اكسبوكس ون, اكسبوكس سيريس                                                                                     | سلدج همر غيمز                                |
| كول أوف ديوتي: مودرن وورفير 2     | 2022          | ويندوز, بلاي شتيشن 4, بلاي شتيشن 5, اكسبوكس ون, اكسبوكس سيريس                                                                                     | إنفنتي وورد                                  |
| كول أوف ديوتي: مودرن وارفير 3     | 2023          | ويندوز, بلاي شتيشن 4, بلاي شتيشن 5, اكسبوكس ون, اكسبوكس سيريس                                                                                     | سلدج همر غيمز                                |
| كول اوف ديوتي: بلاك أوبس 6        | 2024          | ويندوز, بلاي شتيشن 4, بلاي شتيشن 5, اكسبوكس ون, اكسبوكس سيريس                                                                                     | تريارك، رافين للبرمجيات                      |

## ألعاب أخرى

### عناوين مشغلات الالعاب المنزلية

#### كول أوف ديوتي: فاينست أور
كول أوف ديوتي: فاينست أور هي أول للمشغلات الالعاب المنزلية من كول أوف ديوتي وتم إصدارها على نينتندو غيم كيو، وبلاي ستيشن 2، وإكس بوكس الاصلي.

#### Call of Duty 2: Big Red One
هو جزء من "كول أوف ديوتي 2" تم تطويره بواسطة Treyarch واستنادًا إلى مآثر فرقة المشاة الأولى (الولايات المتحدة) خلال الحرب العالمية الثانية. تم إصدار اللعبة على GameCube وPlayStation 2 وXbox.

#### كول أوف ديوتي: ورلد أت وور - فاينال فرونتس
كول أوف ديوتي: ورلد أت وور - فاينال فرونتس نسخة بلاي ستيشن 2 من كول أوف ديوتي: ورلد آت وور. تم تطويرها من قبل ريبيلين ديفلوبمنتز، وتضم ثلاث حملات وهي قتال الولايات المتحدة في عمليات المحيط الهادئ في الحرب العالمية الثانية، ومعركة الثغرة، وتقدم البريطانيون بمعركة نهر الراين في ألمانيا.

#### Call of Duty: The War Collection
نسخة عبارة عن مجموعة مجمعة من كول أوف ديوتي 2 وكول أوف ديوتي 3 وكول أوف ديوتي:ورلد أت وو. صدرت بشكل حصري لجهاز Xbox 360 في 1 يونيو 2010.

### عناوين الاجهزة المحمولة

#### Call of Duty: Roads to Victory
لعبة PSP.

#### Call of Duty: Modern Warfare: Mobilized
لعبة Nintendo DS المصاحبة للعبة Modern Warfare 2. تم تطوير اللعبة بواسطة إن-سبيس، وتدور أحداثها في نفس بيئة لعبة اللعبة الرئيسية ولكنها تتبع قصة مختلفة ومجموعة من الشخصيات الجديدة تحاول العثور على قنبلة نووية.

#### Call of Duty: Black Ops DS
لعبة كول أوف ديوتي: بلاك أوبس لـ Nintendo DS تم تطوير اللعبة بواسطة إن-سبيس.

#### Call of Duty: Black Ops: Declassified
لعبة بلاي ستيشن فيتا.

### عناوين لعب مجانية

#### كول أوف ديوتي أون لاين
لعبة كول أوف ديوتي مجانية لبر الصين الرئيسي وتستضيفها تينسنت.

#### كول أوف ديوتي: وورزون
هي لعبة معركة ملكية عبر الإنترنت تم تطويرها بواسطة Infinity Ward وRaven Software ونشرتها أكتيفجن في 10 مارس 2020.

#### كول أوف ديوتي: وورزون 2.0
كول أوف ديوتي: وورزون 2.0 تكملة للعبة وورزون، والتي تم تطويرها أيضًا بواسطة Infinity Ward وRaven Software. صدرت في 16 نوفمبر 2022.

### عناوين الجوال

#### Call of Duty: Modern Warfare 2: Force Recon
هي نسخة J2ME المحمولة من Modern Warfare 2. تم تطوير اللعبة بواسطة غلو موبايل، وتدور أحداث اللعبة في المكسيك بعد خمس سنوات من Modern Warfare.

#### Call of Duty: World at War – ZombiesandCall of Duty: Black Ops – Zombies
لعبة فيديو من نوع تصويب منظور الشخص الأول تم تطويرها بواسطة Ideaworks Game Studio ونشرتها أكتيفجن.

#### كول أوف ديوتي: سترايك تيم
لعبة فيديو من نوع تصويب منظور الشخص الأول طورت من قبل إنفنتي وورد مع دعم من ريفن سوفتوير ونيفرسوفت ونشرت بواسطة أكتيفجن.

#### Call of Duty: Heroes
لعبة إستراتيجية مجانية في الوقت الفعلي تم نشرها بواسطة أكتيفجن.

#### كول أوف ديوتي: موبايل
لعبة فيديو على الهواتف الذكية، صدرن في 1 أكتوبر 2019، وتعمل على منصتي آي أو إس، وأندرويد، اللعبة من تطوير شركة تينسنت الصينية، ومن نشر شركة أكتفجن.

#### كول أوف ديوتي: وورزون موبايل
لعبة هاتف محمول مجانية من نوع تصويب منظور الشخص الأول، طُورت بواسطة أكتيفيجن شنغهاي، بينوكس، ديجيتال ليجيندس انترتايمنت وسوليد ستايت ستوديوز، ونُشرت بواسطة شركة أكتيفجن.

## محركات أجزاء كول أوف ديوتي
| عنوان الإصدار                           | تاريخ الإصدار | اسم المحرك                                                    | طُوِّرَ من                                                              | مُطّور المحرك             |
| --------------------------------------- | ------------- | ------------------------------------------------------------- | ------------------------------------------------------------------- | ----------------------- |
| كول أوف ديوتي                           | 2003          | إد تيك 3 (id Tech 3)                                          | نسخة إد تيك 3 معدلة من لعبة كوايك 3 أرينا التي استخدم فيها          | آي دي سوفتوير           |
| كول أوف ديوتي 2                         | 2005          | آي دبليو إنجين 2.0 (IW 2.0)                                   | نسخة إد تيك 3 معدلة من لعبة كول أوف ديوتي التي استخدم فيها          | إنفينتي وورد            |
| كول أوف ديوتي 3                         | 2006          | تريارك إن جي إل (Treyarch NGL)                                |                                                                     | تريارك                  |
| كول أوف ديوتي 4: مودرن وورفير           | 2007          | آي دبليو إنجين 3.0 (IW 3.0)                                   | آي دبليو إنجين 2.0 الخاص بكول أوف ديوتي 2                           | إنفينتي وورد            |
| كول أوف ديوتي: ورلد أت وور              | 2008          | آي دبليو إنجين 3.0 (IW 3.0)                                   | آي دبليو إنجين 3.0 الخاص بكول أوف ديوتي 4: مودرن وورفير             | تريارك                  |
| كول أوف ديوتي: مودرن وورفير 2           | 2009          | آي دبليو إنجين 4.0 (IW 4.0)                                   | آي دبليو إنجين 3.0 الخاص بكول أوف ديوتي 4: مودرن وورفير             | إنفينتي وورد            |
| كول أوف ديوتي: بلاك أوبس                | 2010          | آي دبليو إنجين 3.0 (IW 3.0)                                   | آي دبليو إنجين 3.0 الخاص بكول أوف ديوتي ورلد آت وور                 | تريارك                  |
| كول أوف ديوتي: مودرن وورفير 3           | 2011          | آي دبليو إنجين 5.0 أو أم دبليو 3 إنجين (IW 5.0 أو MW3 engine) | آي دبليو إنجين 5.0 الخاص بكول أوف ديوتي مودرن وورفير 2              | إنفينتي وورد            |
| كول أوف ديوتي: بلاك أوبس II             | 2012          | بلاك أوبس II إنجين (Black Ops II engine)                      | آي دبليو إنجين 3.0 الخاص بكول أوف ديوتي بلاك أوبس (معدل تعديل ثقيل) | تريارك                  |
| كول أوف ديوتي: جوستس                    | 2013          | آي دبليو إنجين 6.0 (IW 6.0)                                   | أم دبليو 3 إنجين الخاص بكول أوف ديوتي مودرن وورفير 3 (محدث)         | إنفينتي وورد            |
| كول أوف ديوتي: أدفانسد وورفير           | 2014          | كوستم إن هاوس إنجين (Custom in-house engine)                  |                                                                     | سلدج همر غيمز           |
| كول أوف ديوتي: بلاك أوبس III            | 2015          | بلاك أوبس III إنجين (Black Ops III engine)                    | بلاك أوبس II إنجين الخاص ببلاك أوبس II (محدث)                       | تريارك                  |
| كول أوف ديوتي: إنفنت وورفير             | 2016          |                                                               |                                                                     | إنفينتي وورد            |
| كول أوف ديوتي 4 : مودرن وورفير ريماسترد | 2016          |                                                               |                                                                     | إنفينتي وورد            |
| كول أوف ديوتي: دبليو دبليو 2            | 2017          |                                                               |                                                                     | سلدج همر غيمز           |
| كول أوف ديوتي: بلاك أوبس 4              | 2018          |                                                               |                                                                     | تريارك                  |
| كول أوف ديوتي: مودرن وارفير             | 2019          |                                                               |                                                                     | إنفينتي وورد            |
| كول أوف ديوتي: بلاك أوبس كولد وور       | 2020          |                                                               |                                                                     | تريارك                  |
| كول أوف ديوتي: فانغارد                  | 2021          |                                                               |                                                                     | سلدج همر غيمز           |
| كول أوف ديوتي: مودرن وارفير 2           | 2022          |                                                               |                                                                     | إنفينتي وورد            |
| كول أوف ديوتي: مودرن وارفير 3           | 2023          |                                                               |                                                                     | سلدج همر غيمز           |
| كول اوف ديوتي: بلاك أوبس 6              | 2024          |                                                               |                                                                     | تريارك، رافين للبرمجيات |

## المصدر
1. ↑  Crecente، Brian (26 أغسطس 2010). "Hands Cramping On with Call of Duty: Black Ops DS". Kotaku. مؤرشف من الأصل في 2010-09-24. اطلع عليه بتاريخ 2010-08-30.
2. ↑  Harris، Craig (27 يوليو 2010). "Bringing Black Ops to the Handheld". IGN. مؤرشف من الأصل في 2010-07-30. اطلع عليه بتاريخ 2010-08-25.

## وصلات خارجية
- كول أوف ديوتي على موقع الموسوعة البريطانية (الإنجليزية)
- كول أوف ديوتي على موقع ميوزك برينز (الإنجليزية)

|}